# الطريق الأوروبي E6
الطريق الأوروبي E6 هو الطريق الرئيسي بين الشمال والجنوب عبر النرويج وكذلك الساحل الغربي للسويد. يبلغ طوله 3088 كيلومتر (1919 ميل) ويمتد من الطرف الجنوبي للسويد في تريلبورج إلى النرويج وعبر جميع أنحاء البلاد تقريبًا شمالًا إلى الدائرة القطبية الشمالية ونوردكاب. ينتهي الطريق في كيركينيس بالقرب من الحدود الروسية.